# Liste der Kulturgüter in Urtenen-Schönbühl
Die Liste der Kulturgüter in Urtenen-Schönbühl enthält alle Objekte in der Gemeinde Urtenen-Schönbühl im Kanton Bern, die gemäss der Haager Konvention zum Schutz von Kulturgut bei bewaffneten Konflikten, dem Bundesgesetz vom 20. Juni 2014 über den Schutz der Kulturgüter bei bewaffneten Konflikten sowie der Verordnung vom 29. Oktober 2014 über den Schutz der Kulturgüter bei bewaffneten Konflikten unter Schutz stehen.
Es sind weder A-Objekte noch B-Objekte auf dem Gemeindegebiet ausgewiesen, Objekte der Kategorie C fehlen zurzeit (Stand: 28. April 2024). Unter übrige Baudenkmäler sind Objekte zu finden, die im Bauinventar des Kantons Bern als «schützenswert» verzeichnet sind.

## Übrige Baudenkmäler
Hinweis: Als Objekt-Identifikator (ID) wird die Grundstücksnummer verwendet.
| ID   | Foto | | Objekt                                                              | Typ | Standort                                 | Beschreibung            |
| ---- | ---- | --- | ------------------------------------------------------------------- | --- | ---------------------------------------- | ----------------------- |
| 23   | ja   | Datei hochladen · Wikidata zu Schulhaus (1840) (Q126146261)                                                    | Schulhaus (1840)                                                    | G   | Schulhausstrasse 4 604767 / 208686       |                         |
| 93   | ja   | Datei hochladen · Wikidata zu Bauernhaus (1850) (Q126146263)                                                   | Bauernhaus (1850)                                                   | G   | Unterdorfstrasse 2 604833 / 208438       |                         |
| 93   | ja   | Datei hochladen · Wikidata zu Speicher (1755) (Q126146265)                                                     | Speicher (1755)                                                     | G   | Unterdorfstrasse 2a 604825 / 208461      |                         |
| 255  | ja   | Datei hochladen · Wikidata zu Bauernhaus (1835) (Q126146268)                                                   | Bauernhaus (1835)                                                   | G   | Oberdorfstrasse 40 604389 / 208505       |                         |
| 255  | ja   | Datei hochladen · Wikidata zu Stöckli Zelgliweg 4 Urtenen (1835) (Q126146269)                                  | Stöckli (1835)                                                      | G   | Zelgliweg 4 604366 / 208522              |                         |
| 288  | ja   | Datei hochladen · Wikidata zu Ehemaliger Gasthof Ochsen (17. Jh.) (Q126146272)                                 | Ehemaliger Gasthof Ochsen (17. Jh.)                                 | G   | Solothurnstrasse 53 604785 / 208530      |                         |
| 315  | ja   | Datei hochladen · Wikidata zu Brunnen (1838) (Q126146273)                                                      | Brunnen (1838)                                                      | G   | Mühlestrasse N.N. 604896 / 208383        |                         |
| 323  | ja   | Datei hochladen · Wikidata zu Bauernhaus (um 1800) (Q126146276)                                                | Bauernhaus (um 1800)                                                | G   | Mühlestrasse 2 604894 / 208422           |                         |
| 323  | ja   | Datei hochladen · Wikidata zu Stöckli (1845) (Q126146277)                                                      | Stöckli (1845)                                                      | G   | Unterdorfstrasse 4 604882 / 208438       |                         |
| 381  | ja   | Datei hochladen · Wikidata zu Gasthof Schönbühl (1844–1846) mit Dependenzgebäude / Saalbau (1928) (Q111874731) | Gasthof Schönbühl (1844–1846) mit Dependenzgebäude / Saalbau (1928) | G   | Alte Bernstrasse 11 604531 / 207615      |                         |
| 382  | ja   | Datei hochladen · Wikidata zu Gasthof Schönbühl (1844–1846) mit Dependenzgebäude / Saalbau (1928) (Q111874731) | Wohnhaus mit Gewerbeanbau (1956)                                    | G   | Alte Bernstrasse 12 604494 / 207645      |                         |
| 467  | ja   | Datei hochladen · Wikidata zu Ofenhaus / Speicher (1756) (Q126146282)                                          | Ofenhaus / Speicher (1756)                                          | G   | Unterdorfstrasse 1b 604905 / 208497      |                         |
| 540  | ja   | Datei hochladen · Wikidata zu Doktorhaus (1858) (Q126146284)                                                   | Doktorhaus (1858)                                                   | G   | Solothurnstrasse 13 604701 / 207819      |                         |
| 582  | ja   | Datei hochladen · Wikidata zu Ehemalige Schmiede (1820) (Q126146286)                                           | Ehemalige Schmiede (1820)                                           | G   | Schulhausstrasse 10 604749 / 208625      |                         |
| 599  | ja   | Datei hochladen · Wikidata zu Ehemaliges Bauernhaus (1830) (Q126146287)                                        | Ehemaliges Bauernhaus (1830)                                        | G   | Unterdorfstrasse 7 604939 / 208441       |                         |
| 618  | ja   | Datei hochladen · Wikidata zu Bauernhaus (1860) (Q126146291)                                                   | Bauernhaus (1860)                                                   | G   | Solothurnstrasse 10 604756 / 207794      |                         |
| 618  | ja   | Datei hochladen · Wikidata zu Gartenpavillon (1918) (Q126146292)                                               | Gartenpavillon (1918)                                               | G   | Solothurnstrasse 10b 604752 / 207761     |                         |
| 618  | ja   | Datei hochladen · Wikidata zu Speicher (1742) (Q126146295)                                                     | Speicher (1742)                                                     | G   | Solothurnstrasse 10a 604759 / 207741     |                         |
| 663  | ja   | Datei hochladen · Wikidata zu Bauernhaus (1913) (Q126146299)                                                   | Bauernhaus (1913)                                                   | G   | Oberdorfstrasse 33 604440 / 208578       |                         |
| 663  | ja   | Datei hochladen · Wikidata zu Stall (1913) (Q126146300)                                                        | Stall (1913)                                                        | G   | Oberdorfstrasse 33a 604449 / 208594      |                         |
| 663  | ja   | Datei hochladen · Wikidata zu Hühnerhaus (1913) (Q126146303)                                                   | Hühnerhaus (1913)                                                   | G   | Oberdorfstrasse 33c 604446 / 208558      |                         |
| 663  | ja   | Datei hochladen · Wikidata zu Stöckli (1865) (Q126146304)                                                      | Stöckli (1865)                                                      | G   | Oberdorfstrasse 35 604489 / 208581       |                         |
| 664  | ja   | Datei hochladen · Wikidata zu Speicher in Urtenen (1707) (Q126146306)                                          | Speicher (1707)                                                     | G   | Lindhohleweg 23b 604465 / 208469         |                         |
| 664  | ja   | Datei hochladen · Wikidata zu Stöckli (1846) (Q126146309)                                                      | Stöckli (1846)                                                      | G   | Lindhohleweg 23 604366 / 208484          |                         |
| 666  | ja   | Datei hochladen · Wikidata zu Ehemaliges Bauernhaus (1743/44) (Q126146312)                                     | Ehemaliges Bauernhaus (1743/44)                                     | G   | Schulhausstrasse 6 604753 / 208652       |                         |
| 722  | ja   | Datei hochladen · Wikidata zu Bauernhaus (1858) (Q126146315)                                                   | Bauernhaus (1858)                                                   | G   | Oberdorfstrasse 43 604363 / 208425       |                         |
| 722  | ja   | Datei hochladen · Wikidata zu Stöckli Oberdorfstrasse 45 Urtenen (1835) (Q126146316)                           | Stöckli (1835)                                                      | G   | Oberdorfstrasse 45 604337 / 208403       |                         |
| 760  | ja   | Datei hochladen · Wikidata zu Bauernhaus Mattstettenstr. (1835) (Q126146319)                                   | Bauernhaus (1835)                                                   | G   | Mattstettenstrasse 24 604992 / 208735    |                         |
| 777  | ja   | Datei hochladen · Wikidata zu Kirche Urtenen (Q1742745)                                                        | Reformierte Kirche Urtenen (1966–1968)                              | G   | Friedhofweg 9 604652 / 208290            |                         |
| 846  | ja   | Datei hochladen · Wikidata zu Speicher (1707) (Q126146320)                                                     | Speicher (1707)                                                     | G   | Lindhohleweg 21 604462 / 208439          |                         |
| 862  | ja   | Datei hochladen · Wikidata zu Wohnhaus (1915) (Q126146324)                                                     | Wohnhaus (1915)                                                     | G   | Oberdorfstrasse 13 604667 / 208585       |                         |
| 862  | ja   | Datei hochladen · Wikidata zu Garage (um 1915) (Q126146325)                                                    | Garage (um 1915)                                                    | G   | Oberdorfstrasse 13a 604656 / 208582      |                         |
| 867  | ja   | Datei hochladen · Wikidata zu Speicher (1688) (Q126146328)                                                     | Speicher (1688)                                                     | G   | Unterdorfstrasse 9a 605003 / 208473      |                         |
| 867  | ja   | Datei hochladen · Wikidata zu Wohnstock Lindeggen (1830) (Q126146330)                                          | Wohnstock Lindeggen (1830)                                          | G   | Unterdorfstrasse 9 605031 / 208458       |                         |
| 1016 | ja   | Datei hochladen · Wikidata zu Zweifamilienhaus (1925) (Q126146334)                                             | Zweifamilienhaus (1925)                                             | G   | Bernstrasse 20 604297 / 207609           |                         |
| 1318 | ja   | Datei hochladen · Wikidata zu Pfarrhaus (1981) (Q126146335)                                                    | Pfarrhaus (1981)                                                    | G   | Friedhofweg 10 604703 / 208340           |                         |
| 1320 | ja   | Datei hochladen · Wikidata zu Bauernhaus (1826) (Q126146338)                                                   | Bauernhaus (1826)                                                   | G   | Oberdorfstrasse 24 604585 / 208658       |                         |
| 1472 | ja   | Datei hochladen · Wikidata zu Ehemaliges Bauernhaus (1709) (Q126146339)                                        | Ehemaliges Bauernhaus (1709)                                        | G   | Unterdorfstrasse 25 605094 / 208239      |                         |
| 1549 | ja   | Datei hochladen · Wikidata zu Bahnhof Urtenen (Q33509028)                                                      | Stationsgebäude Urtenen (1914)                                      | G   | Schulhausstrasse 8 604723 / 208656       |                         |
| 1687 | ja   | Datei hochladen · Wikidata zu Ehemaliges Aufnahmegebäude der Solothurn-Bern-Bahn (1916) (Q126146342)           | Ehemaliges Aufnahmegebäude der Solothurn-Bern-Bahn (1916)           | G   | Alte Bernstrasse 14 604452 / 207629      |                         |
| 1689 | ja   | Datei hochladen · Wikidata zu Aufnahmegebäude SBB (1864/65) (Q129257543)                                       | Aufnahmegebäude SBB (1864/65)                                       | G   | Bahnhofstrasse 16, 16a 604581 / 207563   |                         |
| 1689 | ja   | Datei hochladen · Wikidata zu Ehemalige Bahnarbeiterbaracke (1873) (Q126146343)                                | Ehemalige Bahnarbeiterbaracke (1873)                                | G   | Bahnhofstrasse 16b 604540 / 207529       | Heute Fahrradunterstand |
| 2023 | ja   | Datei hochladen · Wikidata zu Bauernhaus Lindeggen (1863) (Q126146346)                                         | Bauernhaus Lindeggen (1863)                                         | G   | Unterdorfstrasse 11, 11d 604996 / 208437 |                         |

Hinweis zur Legende: Anstelle der KGS-Nummer wird als Objekt-Identifikator (ID) die Grundstücksnummer verwendet.